# Italo De Lorenzo
Italo De Lorenzo (Utrecht, 19 aprile 1939 – Utrecht, 2 gennaio 2025) è stato un bobbista e imprenditore italiano naturalizzato olandese.

## Biografia

### Formazione e carriera professionale
Terzo figlio di Guido De Lorenzo (1901-1990), fondatore nel 1928 della gelateria "Venezia Ijs" a Utrecht, la più antica dei Paesi Bassi, rimase orfano della madre alla nascita della sorella Erminia. Affidato alla zia Angelina, crebbe a Tai di Cadore insieme ai tre fratelli Giacomina, Enrico ed Erminia e a quattro cugini, anch'essi figli di parenti emigrati o morti durante la seconda guerra mondiale. Ottenuto il diploma di ragioniere, nel 1959 fu richiamato in Olanda dal padre, ma poco dopo ritornò in Italia per svolgere il servizio di leva militare (pur essendone in teoria esonerato essendo all'epoca residente all'estero), inquadrato come sottotenente del battaglione Cadore degli Alpini. Ritornato ad Utrecht, dove il padre si era risposato con Rachele Zambianco (che aveva dato alla luce Carlo), conobbe e poi sposò una ragazza di nome Mia (lei stessa figlia di immigrati, essendo il padre cinese e la madre olandese-francese), da cui ebbe le tre figlie Carlina, Francesca Romana e Maria Angela. Insieme alla moglie Mia, nel 1971 aprì la gelateria "IJssalon Venezia" sull'Oudegracht a Utrecht.
Dal 1977 al 1982 fu presidente dell'associazione dei commercianti di Utrecht. Oltre al lavoro nell'azienda, lui e altri tre gelatieri progressisti fondarono ITAL, l'associazione dei gelatieri artigianali italiani. Nel 1997 ottenne alla Mostra internazionale del gelato di Longarone il premio "Mastri gelatieri". Fu il primo esaminatore straniero per la formazione professionale dei gelatieri e fu presidente dell'Associazione Europea dei Gelatieri Artigiani (Artglace) fino al 2005.
Nel 2008 De Lorenzo fu nominato Delegato (rappresentante regionale) dell'Accademia Italiana della Cucina, organizzazione senza fini di lucro il cui scopo è tutelare le tradizioni della cucina italiana promuovendone e, se necessario, incoraggiandone il miglioramento.

### Carriera sportiva
Cugino acquisito del bobbista pluricampione Eugenio Monti e fratello di Enrico De Lorenzo (campione del mondo 1962), Italo fu membro della Nazionale di bob dell'Italia dal 1959 al 1967. A Sankt Moritz conquistò con Nevio De Zordo nel 1964 la medaglia d'oro ai campionati europei juniores di bob; sulla strada del ritorno fu coinvolto in un grave incidente stradale.
Ai campionati mondiali di bob 1965 a Sankt Moritz vinse la medaglia d'argento nel bob a quattro.
Dopo il matrimonio smise l'attività agonistica, ma dal 1965 al 1977 fu commentatore per le gare di bob alla radio e televisione olandese, insieme al giornalista sportivo e reporter Frans Henrichs. Il 7 aprile 1978 fondarono insieme la Bob and Sleebond Nederland (BSBN), di cui fu vicepresidente e poi presidente onorario.
Dagli anni 1970 De Lorenzo tenne anche conferenze sullo sport sia in Italia che nei Paesi Bassi.
Nel 2012 fu eletto membro onorario della Federazione internazionale di bob e skeleton.